# Terremoto di Haiyuan del 1920
Il terremoto di Haiyuan del 1920 (海原大地震S, Hǎiyuán dà dìzhènP) è stato un violentissimo terremoto avvenuto il 16 dicembre 1920, con epicentro situato nella regione di Haiyuan, nella Repubblica di Cina. L'epicentro distava circa 8 km dalla città di Haiyuan.

## Avvenimenti
Il terremoto, avvenuto alle 20:06 circa ora locale, scatenò una magnitudo stimata con le tecnologie odierne tra 7,8 e 8,5 della scala Richter, ed è classificato come grado XII della scala Mercalli. Ha causato numerose frane disastrose e le scosse di assestamento sono continuate per un totale di 3 anni.

## Vittime e danni
Il terremoto ha causato i maggiori danni nell'area che comprendeva Lijunbu, Haiyuan e Ganyanchi. Le stime totali delle vittime variano molto a causa anche dal lungo periodo di scosse di assestamento e frane. Lo United States Geological Survey ha stimato 200.000 vittime. Xu, Jing e Allen hanno stimato 234.000 vittime di cui 32.000 come conseguenza delle frane. Il sismologo cinese Deng Qidong ha stimato 273.400 vittime. Nella sola contea di Haiyuan ci sono state oltre 73.000 vittime, mentre oltre 30.000 sono state nella contea di Guyuan.
Il villaggio di Sujiahe nella contea di Xiji è stato completamente travolto da una delle frane.
Il terremoto è stato avvertito dalla Mongolia Interna fino al centro del Sichuan, dal Mar Giallo fino al Qinghai.
Nelle zone più colpite sono crollate dal 50 al 90% delle case, ma non ci sono registri proprio della contea più colpita, Haiyuan. Nelle contee più colpite è andato perso tra il 60 e l'80%, con punte del 90%.